# Millisekund
Et millisekund (fra præfixet milli og sekund som stammen) er en tidsenhed. Ét millisekund er en tusindedel (10−3 eller 1/1,000) sekund. Der går altså 1000 millisekunder på ét sekund og derfor, 60.000 millisekunder på et minut, og 3.600.000 på en time. Milliskunder forkortes ms.
Milisekunder bruges bl.a. i forbindelse med computerprogrammering, hvor varigheder for handlinger angives i millisekunder.
10 millisekunder (en hundrededel sekund) kaldes centisekunder og findes på mange stopure, men bliver ofte forvekslet med millisekunder.
| Tid | Spire Denne artikel om tid eller kalendere er en spire som bør udbygges. Du er velkommen til at hjælpe Wikipedia ved at udvide den. |

| Enheder | Spire Denne artikel om standarder og måleenheder er en spire som bør udbygges. Du er velkommen til at hjælpe Wikipedia ved at udvide den. |